# Mmmh
"Mmmh" (hangul: 음; rr: Eum) é uma canção gravada pelo cantor sul-coreano Kai. Foi lançado em 30 de novembro de 2020 como o single de seu EP de estréia, Kai. A canção foi escrita por Jane e Junny, e composta por Keelah Jacobsen, Cameron Jai e os escritores acima mencionados. Musicalmente, "Mmmh" foi descrita como uma canção de R&B com uma melodia simple e viciante.
Após seu lançamento, o single recebeu críticas geralmente positivas dos críticos. Comercialmente, a canção estreou na 26ª posição do Gaon Digital Chart e na 15ª posição do Billboard World Digital Songs. Junto com o lançamento do single, foi lançado um vídeo musical com temática futurista para acompanhar a canção.
Kai promoveu "Mmmh" em vários shows de música como Inkigayo, Music Bank e Show! Music Core.

## Composição
"Mmmh" é caracterizado como um single com uma melodia simple, mas viciante em uma canção minimalista, também é descrita como uma faixa de amor encantadora e simple, cuja letra é sobre uma pessoa que sente atração por alguém que conheceu pela primeira vez. Em termos de notação musical, a canção é composta em tom do sol menor, com um tempo de 137 batidas por minuto e uma duração de três minutos e treze segundos.

## Recepção crítica
| Críticas profissionais | Críticas profissionais |
| Pontuações agregadas   | Pontuações agregadas   |
| Fonte                  | Avaliação              |
| ---------------------- | ---------------------- |
| IZM                    | 3 de 5 estrelas.       |
| Avaliações da crítica  |                        |
| Fonte                  | Avaliação              |

JT Early de Beats Per Minute descreveu "Mmmh" como uma música de R&B com batidas lentas e vocais sensuais. Ele acrescentou que "Kai tem a voz perfeita para este gênero, forte, mas suave". Park Soo-jin da IZM disse que o single "não é nem difícil nem fácil, mas a melodia é cativante para o ouvido". Ela também acrescentou que a canção é um bom começo para manter uma carreira por conta própria.

## Desempenho nas paradas
| parada (2020)                        | Melhor posição |
| ------------------------------------ | -------------- |
| Coreia do Sul (Gaon Digital Chart)   | 26             |
| Estados Unidos (World Digital Songs) | 15             |